# 1393 Sofala
Az 1393 Sofala (ideiglenes jelöléssel 1936 KD) a Naprendszer kisbolygóövében található aszteroida. Cyril Jackson fedezte fel 1936. május 25-én, Johannesburgban.